# Targa
Targa —  програма, яка здатна виконувати вісім різних типів DoS-атаки і працювати на різних операційних системах. Програма була випущена в 2005 році програмістом з псевдонімом Mixter.
Targa є  відкритим програмним забезпеченням, в результаті чого початковий код знаходиться у вільному доступі. Так як вихідний код відкритий, його також легко використати для створення  шкідливого програмного забезпечення, наприклад, вірусу. Якщо комп'ютер заражений, цей тип програмного забезпечення може використовувати його для атаки DoS з Targa.